# Sululta
Sululta est un woreda du centre de l'Éthiopie situé dans la zone spéciale Oromia-Finfinnee de la région Oromia à proximité d'Addis-Abeba. Peuplé de 129 000 habitants en 2007, il reprend la partie orientale de l'ancien woreda Mulona Sululta. Ses principales agglomérations sont Chancho et Sululta.

## Origine et nom
Le woreda Sululta et son voisin Mulo se partagent le territoire de l'ancien woreda Mulona Sululta, depuis les années 2000, probablement depuis 2007. Les deux nouveaux woredas restent rattachés à la zone Nord Shewa jusqu'à la création de la zone spéciale Oromia-Finfinnee.
Le nom de l'ancien woreda, Mulona Sululta, qui peut se traduire par « Mulo et Sululta » en français, renvoie aux localités de Mulo 9° 18′ N, 38° 34′ E et de Sululta 9° 10′ N, 38° 45′ E.

## Situation
Chancho se trouve une quarantaine de kilomètres au nord d'Addis-Abeba,. D'autres agglomérations comme Sululta et Shufune sont plus proches de la capitale éthiopienne. Le mont Entoto, parfois surnommé le « poumon d'Addis Abeba », fait également partie du woreda.
| Yaya Gulele | Wuchale     |            |
| Mulo        | Sululta     | Jida Bereh |
| Walmara     | Addis-Abeba |            |

## Population
Le recensement national de 2007 fait état pour ce woreda d'une population de 129 000 habitants dont 12 % de citadins. 
Chancho est la principale agglomération avec 8 738 habitants en 2007 suivie par Sululta avec 6 407 habitants à la même date.
La plupart des habitants (94 %) sont orthodoxes, 3 % sont protestants et 2 % sont de religions traditionnelles africaines.
En 2022, la population du woreda est estimée à 190 597 personnes avec une densité de population de 166 personnes par km2 et 1 151 km2 de superficie.